# Hamed Koné
Hamed Koné, né le 2 novembre 1987 à Abidjan en Côte d'Ivoire, est un footballeur ivoirien évoluant au poste de milieu de terrain.

## Biographie
Hamed Koné quitte son pays natal en 2005 pour aller jouer en Thaïlande. Il reste plusieurs années en Asie, jouant également à Singapour et au Japon.
Lors de la saison 2015-2016, il dispute 30 matchs en première division roumaine avec le club du  FC Voluntari, inscrivant cinq buts.
En 2018, Koné arrive en Suisse au Neuchâtel Xamax, club promu en Super League. Il ne reste que cinq mois dans ce club. Il ne joue que six matchs en Super League avec cette équipe.